# Cierva C.1
El Cierva C.1 fue un autogiro experimental construido por el ingeniero Juan de la Cierva y Codorníu en España en 1920.

## Diseño y desarrollo
Tras tres intentos anteriores con aviones de ala fija, el Cierva C.1 fue el primero de los autogiros diseñados por Juan de la Cierva al que sucedió toda una serie de aeronaves. El C.1 fue creado a partir del fuselaje de un Deperdussin, un avión monoplano de ala fija francés anterior a la Primera Guerra Mundial, sobre el cual montó un eje vertical. Este eje montaba sobre dos rotores cuatripalas coaxiales contrarrotatorios (es decir, giraban en sentido contrario el uno al otro para incrementar la estabilidad lateral y para evitar el problema aún no identificado por de la Cierva de la asimetría de la sustentación) de cuatro palas coronados por una superficie vertical destinada a proporcionar control lateral; la planta motriz era un motor Le Rhône de 60 CV.
Cuando Juan de La Cierva estaba probando el C.1, éste no fue capaz de despegar, lo que Juan de la Cierva atribuyó a la interferencia entre los dos sistemas de rotores, ya que el rotor inferior se veía afectado por el superior y giraba a menor velocidad de lo previsto. La Cierva consideró la posibilidad de ligar mecánicamente los rotores para conseguir que girasen a igual velocidad, pero finalmente desechó la idea debido al incremento de peso, la complejidad mecánica y los esfuerzos que provocarían en comparación a un solo rotor. Aunque no fue capaz de alzar el vuelo, el C.1 demostró por primera vez el principio de la autorrotación en una aeronave a escala real.

## Especificaciones
Referencia datos: Ingenieros Ilustres: Juan de la Cierva

### Características generales
- Tripulación: Uno (piloto)
- Peso cargado: 350 kg (771,4 lb)
- Planta motriz: 1× motor radial Le Rhône.
  - Potencia: 44 kW (61 HP; 60 CV)

## Aeronaves relacionadas

### Desarrollos relacionados
- Cierva C.2
- Cierva C.3

### Secuencias de designación
- Secuencia C._ (Interna de la compañía Cierva): C.1 - C.2 - C.3 - C.4 →